# Kirumpääi erőd
A Kirumpääi erőd egykori vár, Võru északi részén, a Võhandu-folyó közelében, Võrumaa megye északi részén. Az erődítmény első írásos említése 1322-re datálható.
Vélhetően már a 13. században állt itt valamiféle erődítmény. Az erőd megépítésének célja tartui püspökség keleti határának és az itt futó kereskedelmi útvonalak védelme volt. Az erőd közelében volt régebben a folyón az utolsó gázló, ahol még viszonylag könnyedén át lehetett kelni. Hamarosan kereskedők és kézművesek nagy telepe épült a kőerőd köré. Võru körülbelül egy kilométerre található a híres erődítménytől. 
A nagy észt felkelés idején 1343-1345 közt itt is fellázadtak az észt lakosok. Az Otepaa-Vastseliinai csata idején a vár szolgált a Kiräpäs Rend és vezetőjük, Dietrich von Ramboviga főhadiszállásául. 
Maga az épület eredetileg egy megerősített őrtorony és egyben lakótorony volt csupán, melynek az volt a feladata, hogy háború esetén megvédje a környéken futó kereskedelmi útvonalakat. Később több várfallal és további épületrészekkel erősítették meg, többek közt egy kápolnával is. 1500 táján már 45 méter oldalhosszúságú négyzet alaprajzú épület volt.
A livóniai háború idején a rend távozó tagjai és a püspök emberei felgyújtatták a várat, ám a helyi lakosok megvédték a teljes pusztulástól. 1558-ban orosz csapatok pusztították el, de 1627-re újjáépült. 
1656-ban pusztult el az orosz-svéd háborúban, 128 évvel Võru alapítása előtt.

## Képek

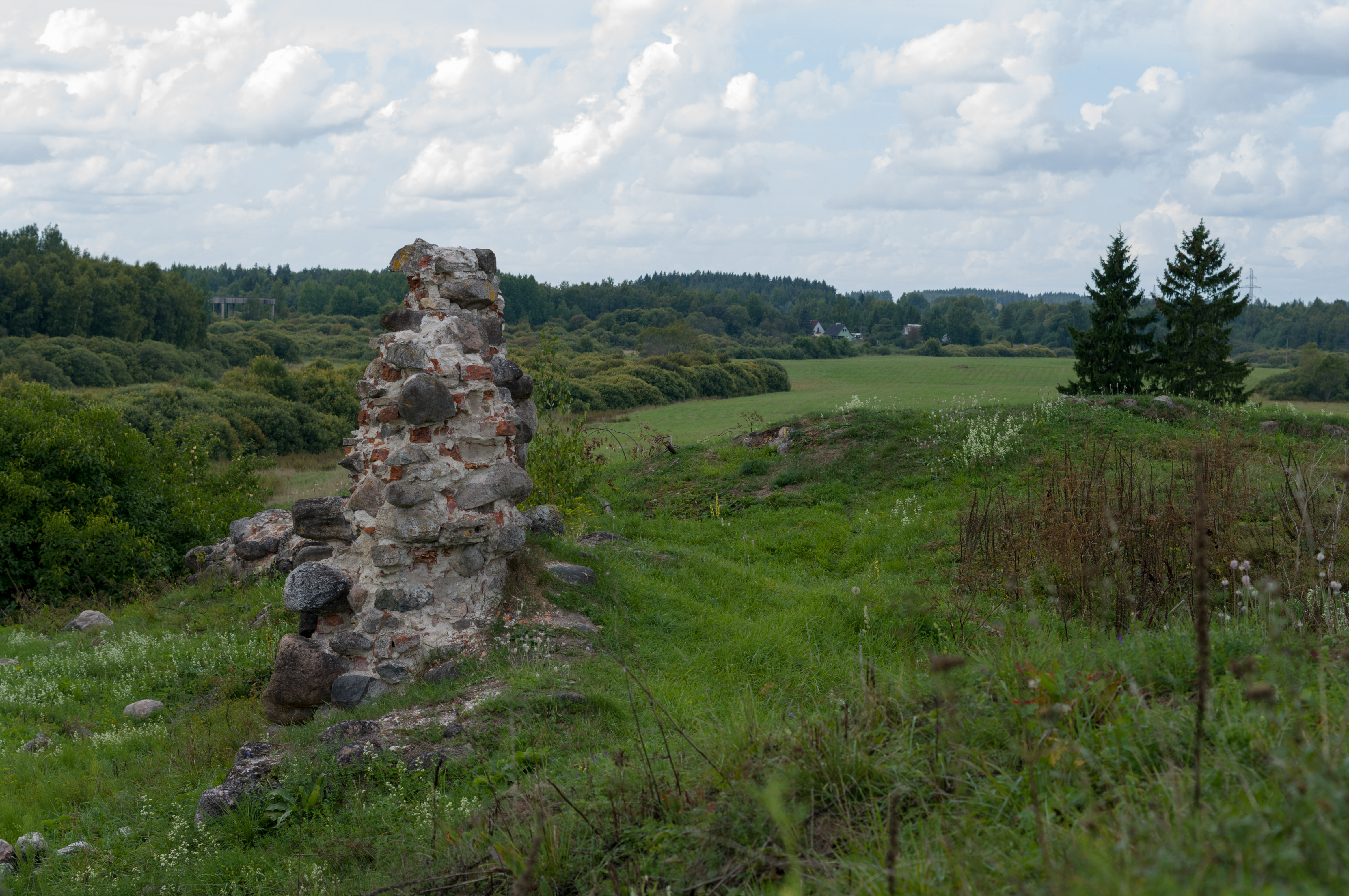
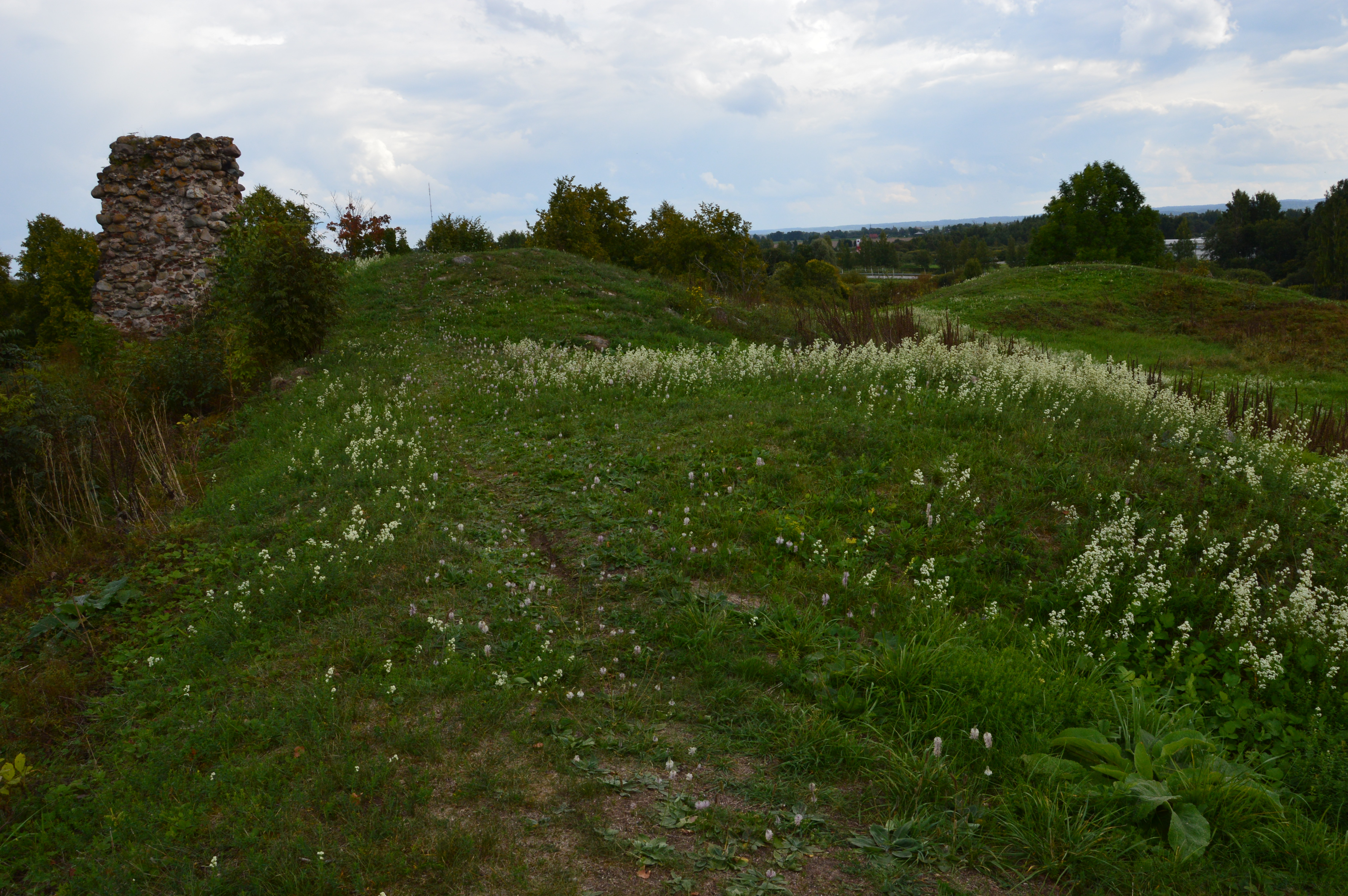
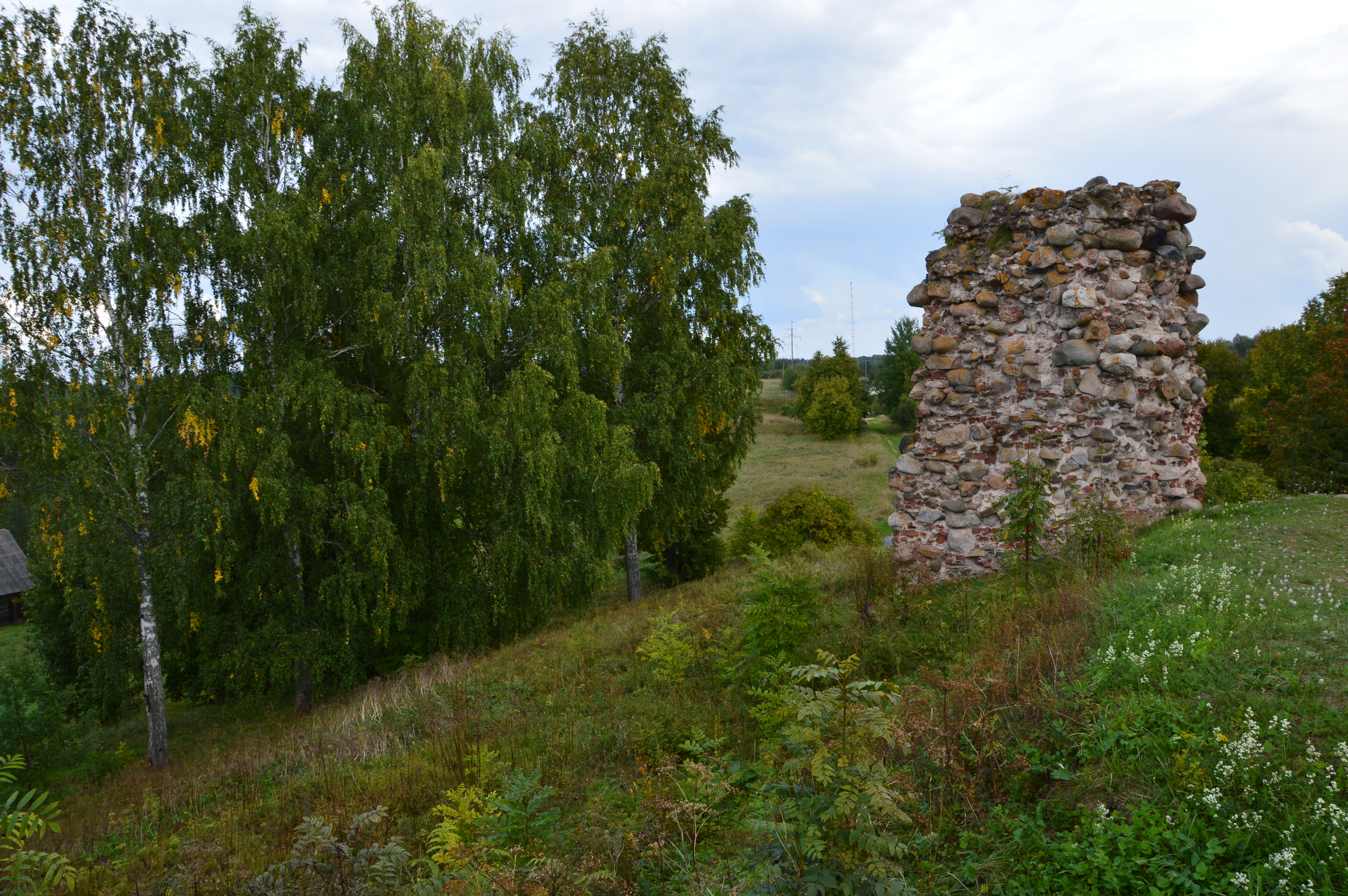
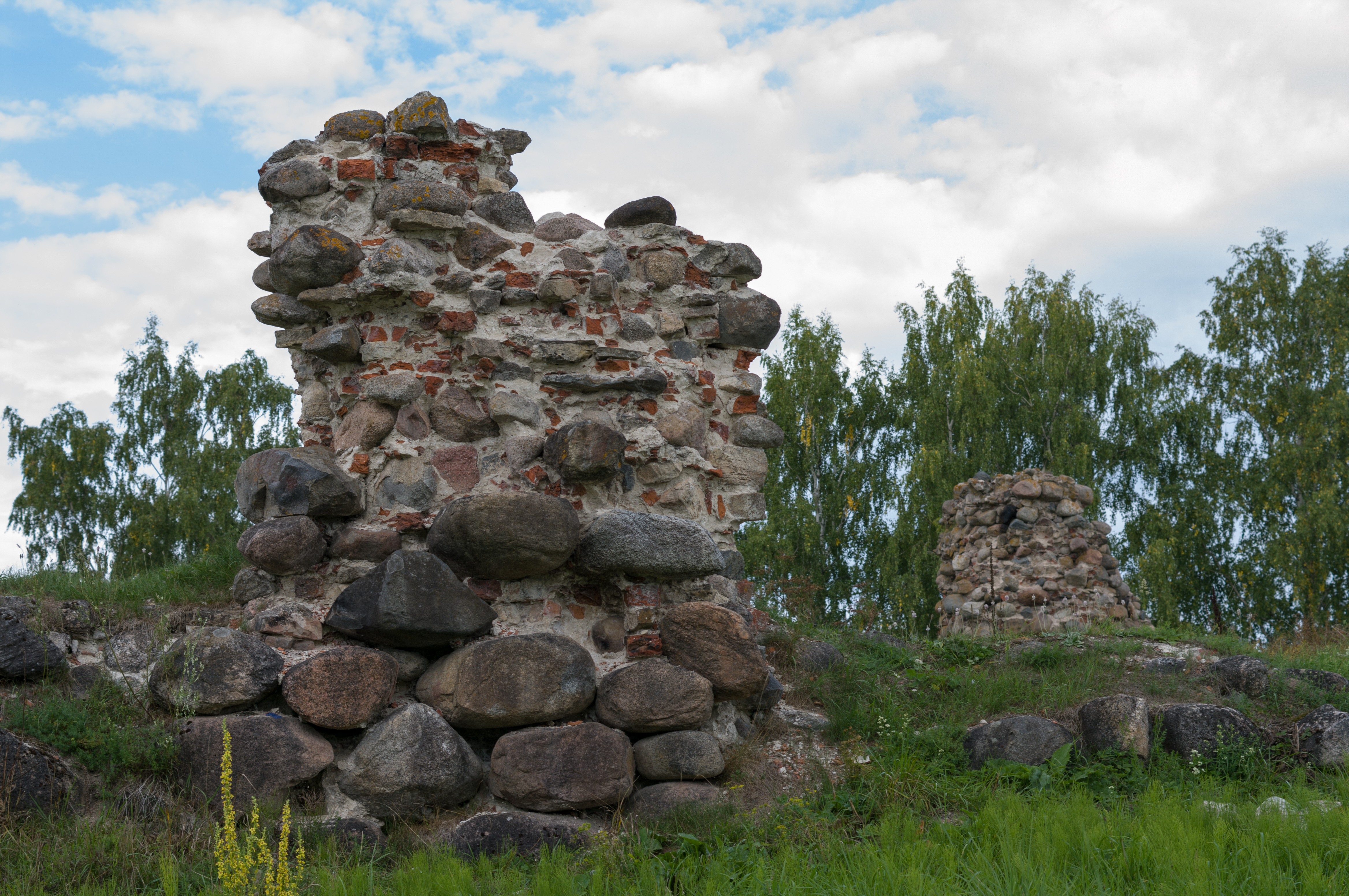
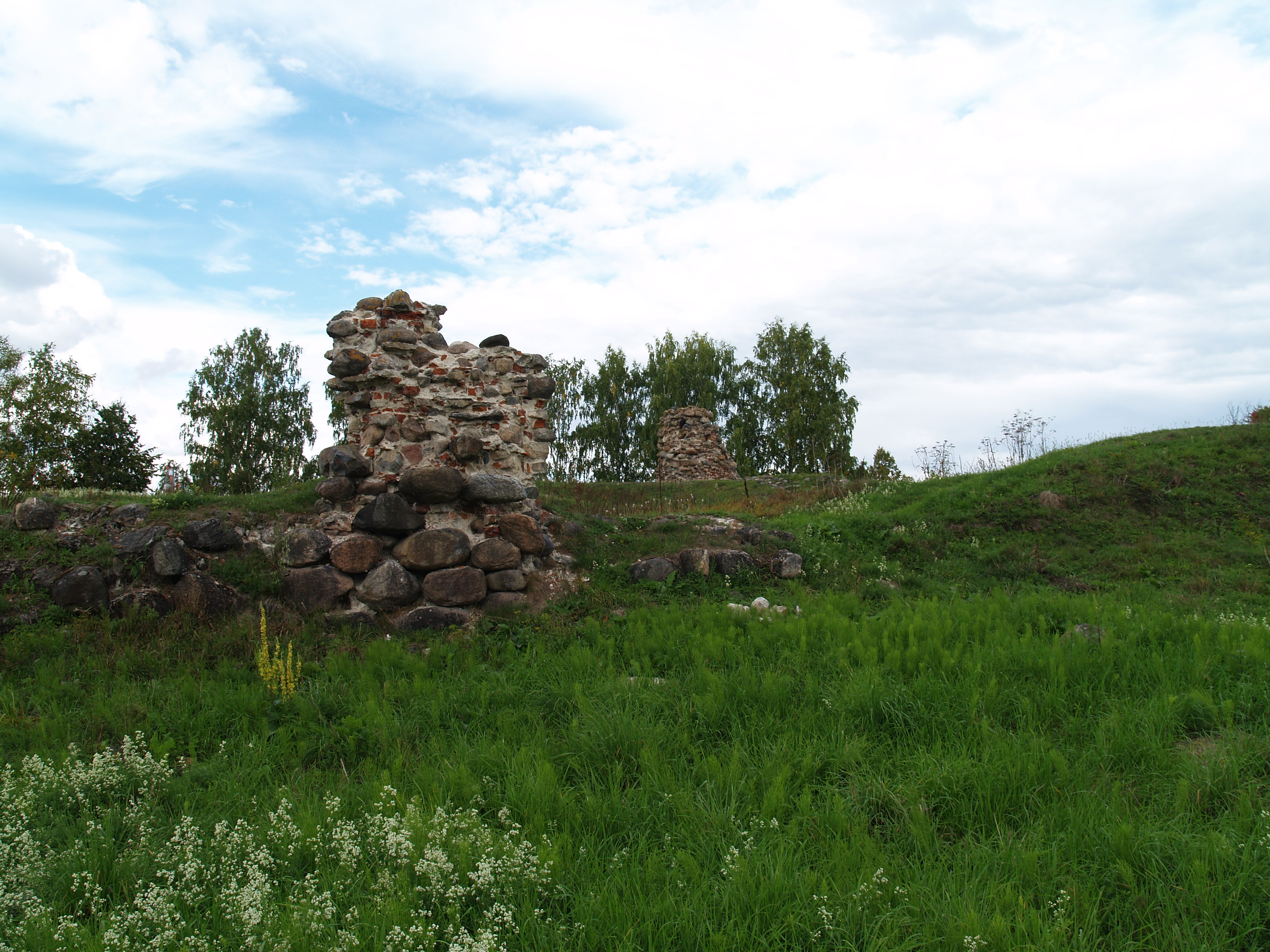
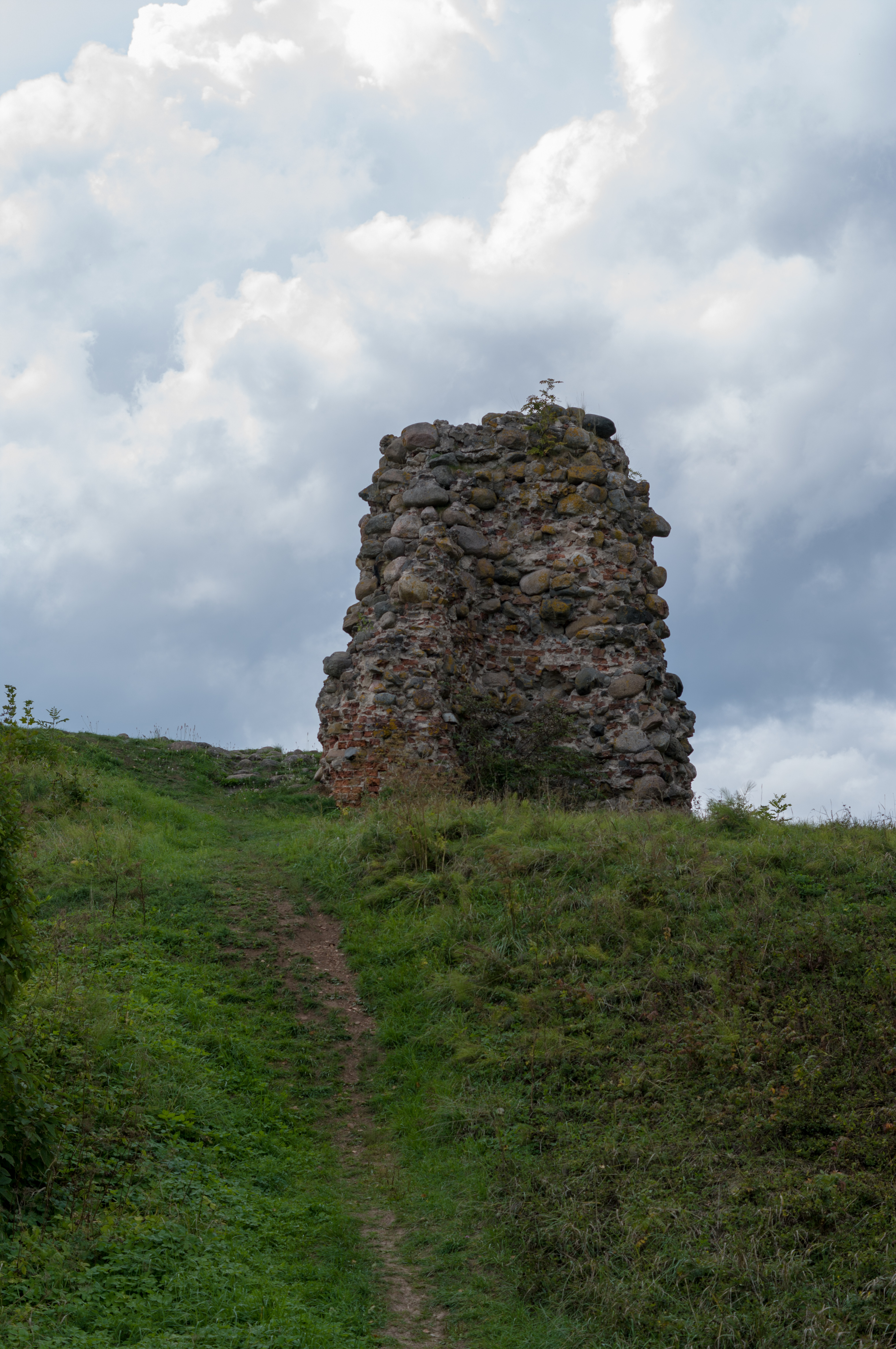
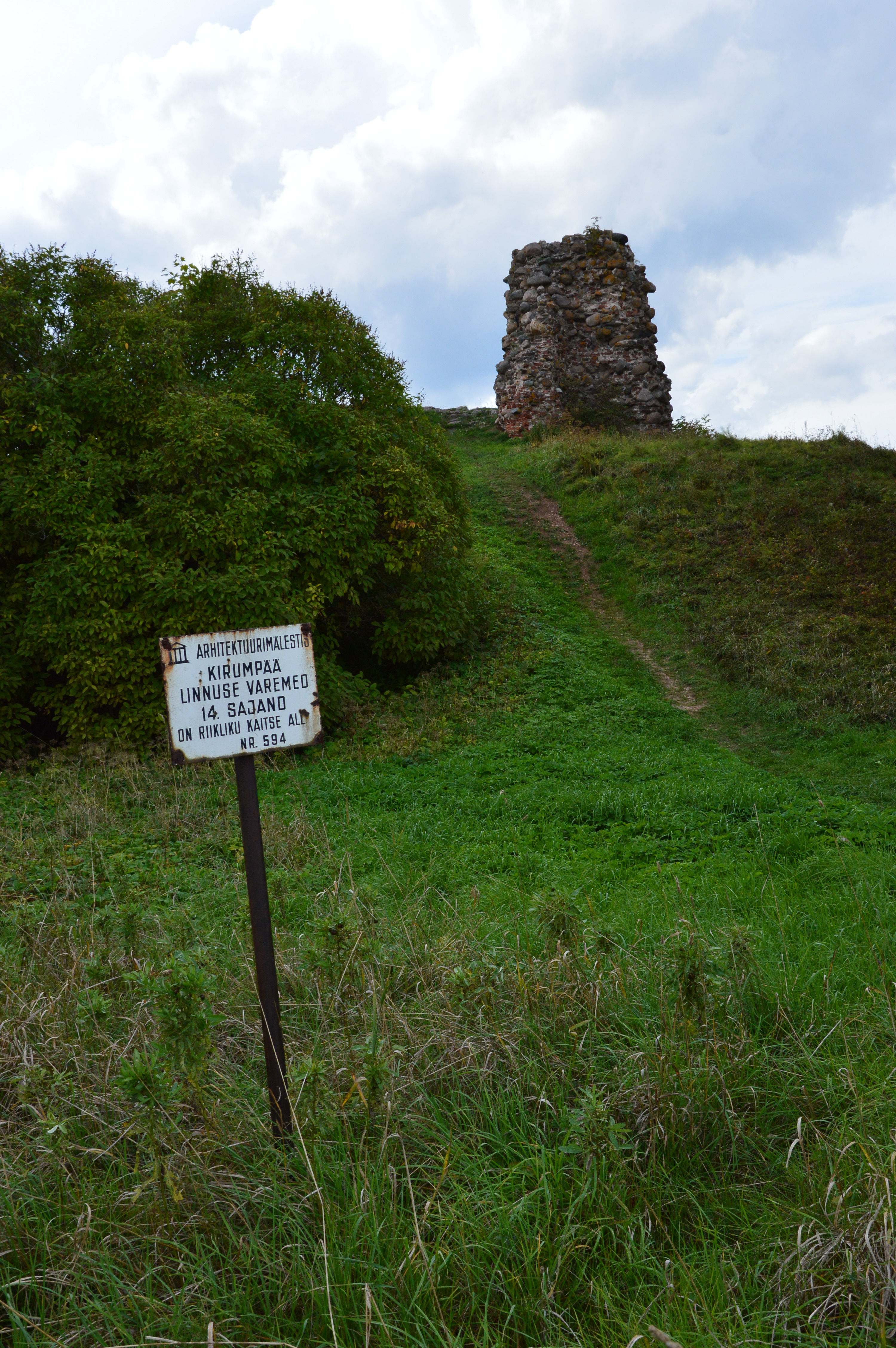
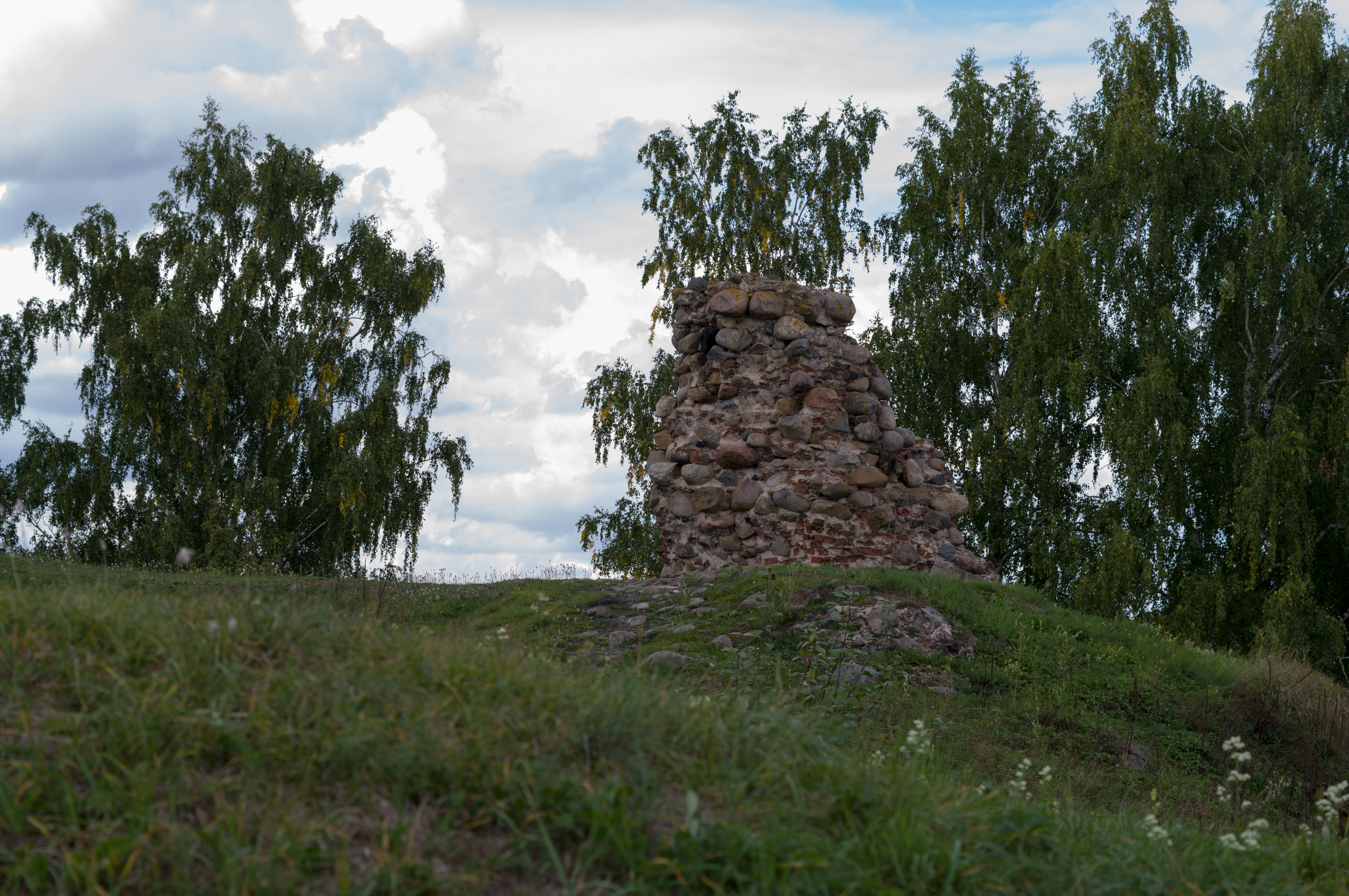
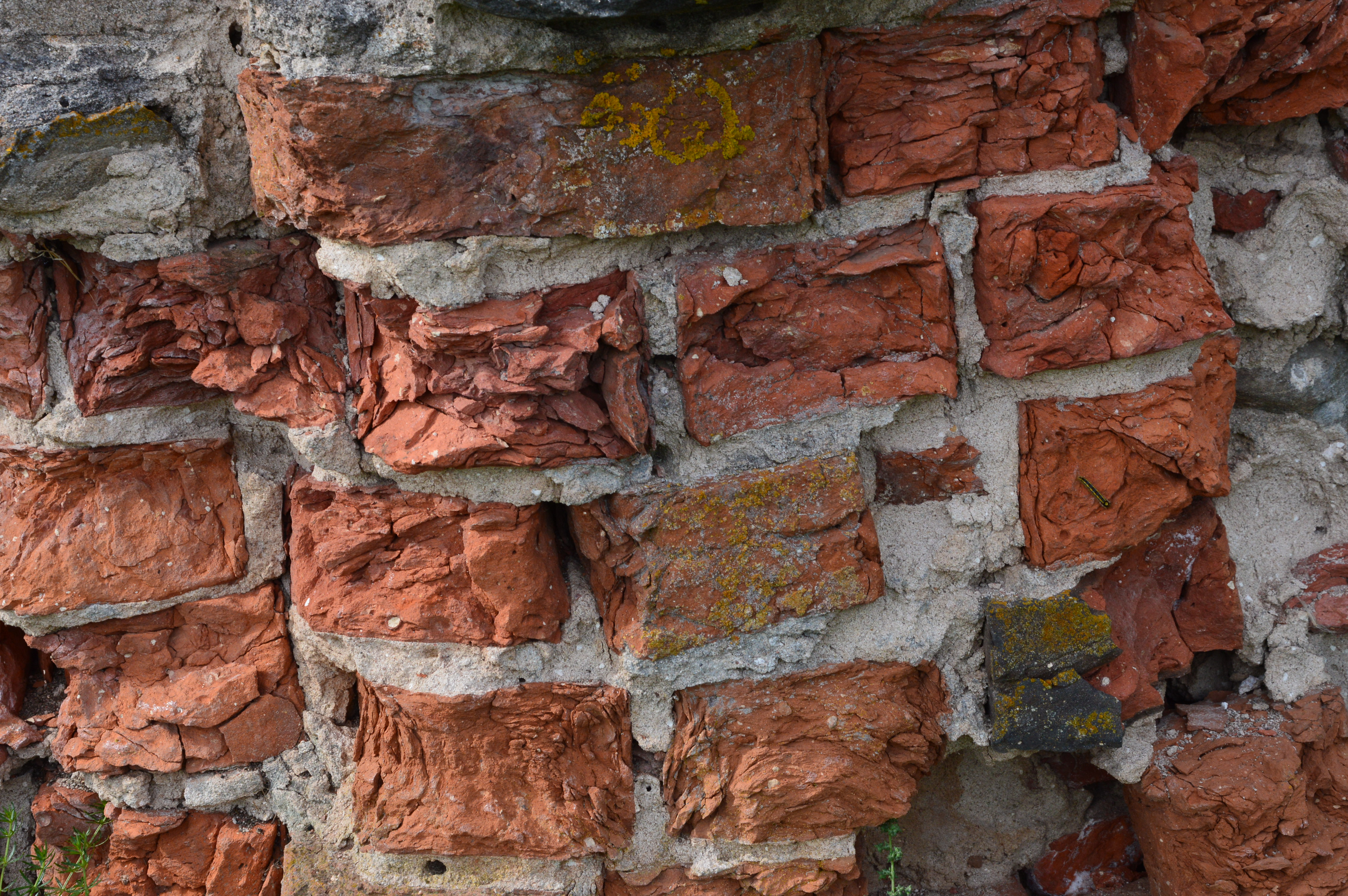
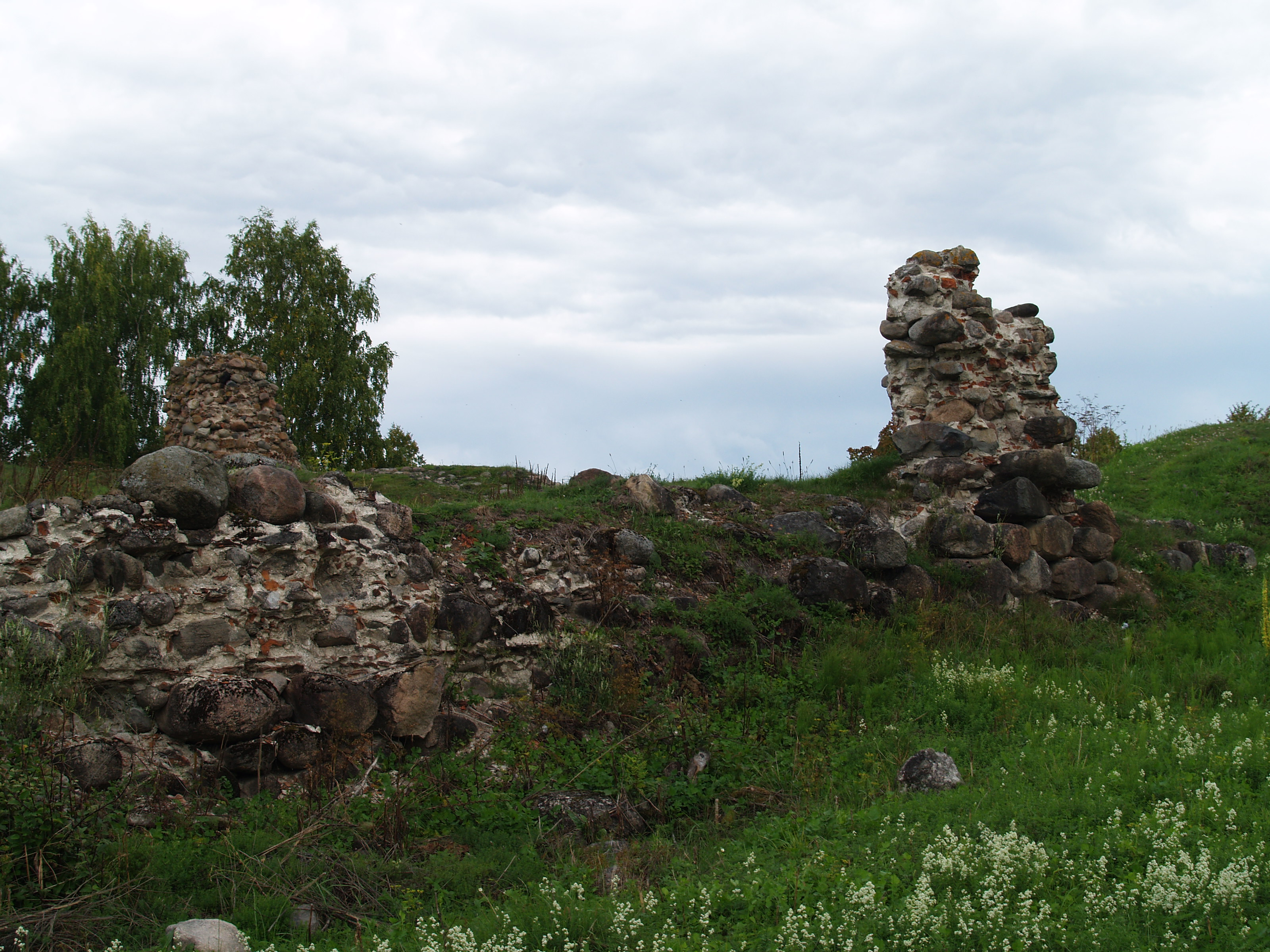
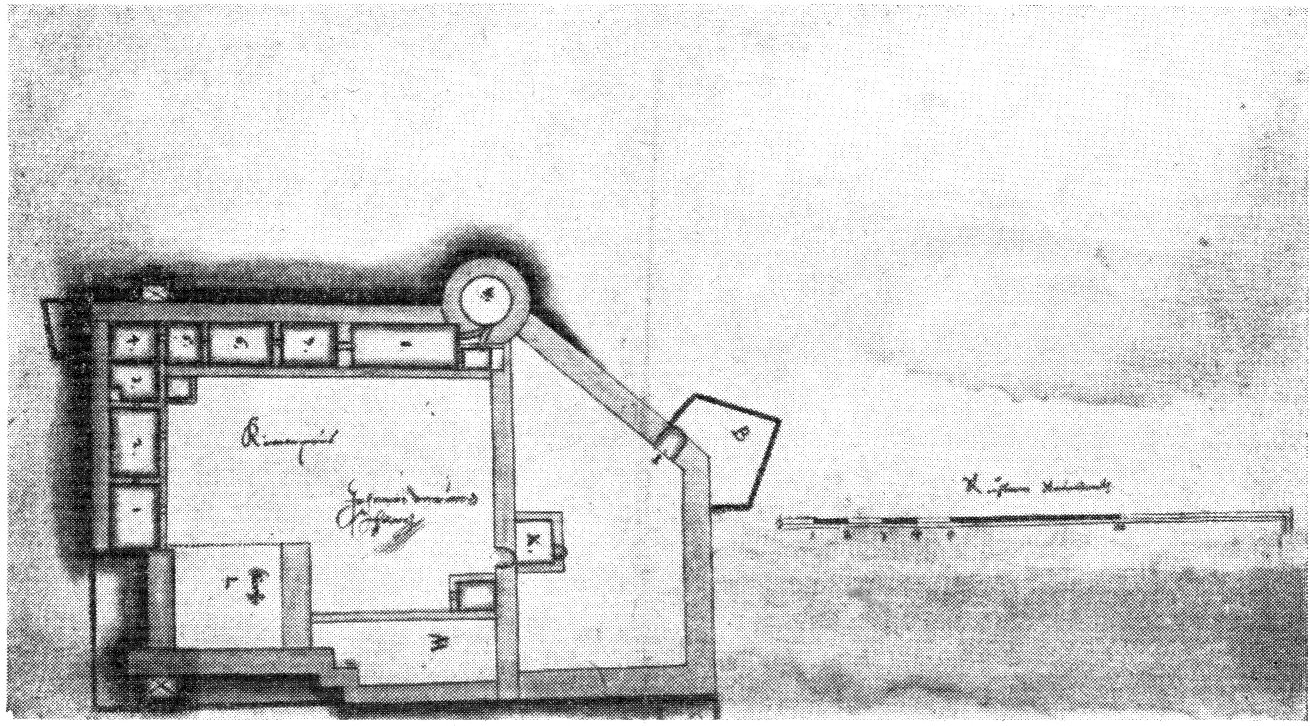

## Fordítás
Ez a szócikk részben vagy egészben  a   Kirumpää piiskopilinnus című észt Wikipédia-szócikk ezen változatának fordításán alapul.  Az eredeti cikk szerkesztőit annak laptörténete sorolja fel. Ez a jelzés csupán a megfogalmazás eredetét és a szerzői jogokat jelzi, nem szolgál a cikkben szereplő információk forrásmegjelöléseként.